# 제미니 6A호
제미니 6A호(영어: Gemini 6A)는 미국의 유인 우주 비행 계획인 제미니 계획의 일환으로 발사된 유인 우주선이다. 제미니 우주선으로서는 7번째이며, 1965년 12월 15일에 발사되었다.

## 승무원
- 월리 시라 - 선장
- 토머스 스태퍼드 - 파일럿

### 백업 승무원
- 버질 그리섬 - 선장
- 존 영 - 파일럿

## 개요
제미니 6호는, 당초 계획에서는 아제나 표적기와의 궤도 상에서의 랑데부를 목적으로 1965년 10월에 발사될 계획이었다. 그러나, 1965년 10월 25일 15:00:04 UTC에 케이프커내버럴 공군 기지 LC-14 발사대에서 아틀라스 로켓으로 발사된 아제나 표적기는 6분 후에 폭발해 버려, 아제나 표적기의 발사는 실패해 버렸다. 이 때문에, 제미니 6호는 발사 준비 태세에 있었지만, 랑데부 시험은 연기되었다.
이후 제미니 6호 임무는 제미니 6A호로 명칭이 변경되어, 제미니 6A호와 제미니 7호를 동시에 궤도 비행시켜, 제미니 7호를 대상으로 랑데부 시험을 실시하게 되었다. 이 계획에서는, 제미니 7호의 궤도 비행 중에 제미니 6A호를 발사해 랑데부를 행할 계획이었다. 1965년 12월 4일에 먼저 장기 우주 체류 실험을 목적으로 한 제미니 7호가 발사되었다.
제미니 6A호의 발사는 1965년 12월 12일로 예정되어 있었다. 1965년 12월 12일 당일 발사에서는 로켓 엔진 점화까지는 성공했지만, 점화 1초 후에 접속 플러그가 빗나가 컴퓨터가 이상을 감지해 엔진은 정지되었고, 발사는 중지되었다. 승무원은 비상시에 사출 좌석을 이용해 탈출할 수 있었지만, 승무원 자신들은 별 이상을 느끼지 못했기 때문에 그대로 좌석에 있었다. 원인 규명 및 대책 수립에 72시간이 소비되어 재발사는 1965년 12월 15일 13:37:26 UTC에 케이프커내버럴 공군 기지 LC-19 발사대에서 행해졌다. 성공적으로 발사된 제미니 6A호는 근지점 161 km, 원지점 259 km 의 궤도에 진입하였다.
제미니 6A호는 주회 4주까지 제미니 7호와 랑데부할 계획이었으며, 발사 94분 후에는 궤도 변경을 실시했다. 이 시점에서 제미니 7호는 제미니 6A호보다 높은 궤도에서 궤도를 주회하고 있었고, 두 우주선은 1,175 km 떨어져 있었다. 제미니 6A호는 초속 5 km 정도의 속도로 가속해 제미니 7호를 따라잡는 비행을 개시했다. 2시간 18분 후의 궤도 수정 시에는 483 km까지 접근하였고, 3시간 15분 후에는 434 km까지 접근, 레이다로 제미니 7호와 최초로 교신해 근지점 270 km, 원지점 274 km 의 궤도에 진입했다. 그 후에도 미세한 궤도 수정을 반복해, 발사 5시간 50분 정도 후 두 우주선은 약 900 m 정도 떨어져 랑데부 비행에 돌입했다. 후, 한층 더 접근해 90 m에서 30 cm 의 거리로 랑데부 비행하면서 약 270분(지구 3회 주회)간 비행하였다. 승무원의 휴식 시간이 되었기 때문에 랑데부는 종료되었고, 충돌 회피를 위해 두 우주선은 16 km 의 거리를 유지하였다.
이 때, 선장 월리 시라는 우주로 가져간 소형 하모니카로 징글 벨을 연주해, 주위를 놀라게 했다.
제미니 6A호는 다음날 제미니 7호보다 먼저 대기권에 재돌입해 1965년 12월 16일 15:28:50 UTC에 대서양 해상에 착수하였고, 곧 미국 해군의 항공모함 USS 와스프에 의해 구조되었다. 미국 국방부는 제미니 6A호/7호를 지원하기 위해 인원 10,125명과 항공기 125기, 함정 16척을 투입하였다.
제미니 6A호는 현재 오클라호마주 오클라호마시티의 오클라호마 역사 센터에 보관 전시되고 있다.